# Ihor Rybak
Ihor Mychajłowycz Rybak (ukr. Ігор Михайлович Рибак; ur. 21 marca 1934 w Charkowie, zm. 28 września 2005 tamże) – ukraiński sztangista. W barwach Związku Radzieckiego złoty medalista olimpijski z Melbourne.
Zawody w 1956 były jego jedynymi igrzyskami olimpijskimi. Zwyciężył w wadze lekkiej z wynikiem 380 kg w trójboju. W tym samym roku zwyciężył w mistrzostwach Europy.